# Mario Lamberti
Mario Giuseppe Carlo Raffaele Angiolo Lamberti, nobile di Colle (Arezzo, 19 gennaio 1840 – Firenze, 28 febbraio 1924), è stato un generale e politico italiano, che si distinse come ufficiale durante la terza guerra d'indipendenza italiana, combattendo a Custoza (24 giugno 1866), e poi nella presa di Roma (1870). Vicegovernatore dell'Eritrea tra il 16 aprile e il 28 agosto 1896, fu comandante delle Divisioni territoriali militari di Chieti e poi di Padova, dell'XI Corpo d'armata di Bari e dell'VIII Corpo d'armata di Firenze. Il 26 agosto 1875 fu fatto Nobile e il 9 maggio 1899 Nobile di Colle dalla Consulta Araldica. Nominato Senatore del Regno d'Italia il 3 giugno 1908, nel corso della Grande Guerra fu comandante del Corpo d'armata territoriale di Napoli.

## Biografia
Nacque ad Arezzo il 19 gennaio 1840, figlio di Vincenzo e Camilla Arrighi. Alunno degli Scolopi di Volterra, entrò poi nel Liceo militare "Arciduca Ferdinando" di Firenze (27 agosto 1855), fu poi sottotenente, alle dipendenze del governo provvisorio (7 maggio 1859), dapprima nel Battaglione veliti dell'esercito toscano, che fu poi trasformato in Reggimento Granatieri di Lombardia.  Promosso tenente presso il Governo della Toscana (15 dicembre 1859), prestò servizio nel 3º Reggimento fanteria. Il 25 marzo 1860 passò in forza al Regio Esercito, nel neocostituito 31º Reggimento fanteria, venendo promosso capitano il 24 marzo 1861, in servizio prima nel 32º Reggimento fanteria e poi nel 3º Reggimento granatieri. Prese parte alle operazioni di repressione del brigantaggio in Calabria e in Sicilia, distinguendosi per la cattura di un pericoloso e famigerato bandito che aveva sparso il terrore nella provincia.
Partecipò alla terza guerra d'indipendenza italiana agli ordini del principe Amedeo, duca d'Aosta, distinguendosi nella battaglia di Custoza dove, rimasto ferito durante un attacco alla baionetta, fu preso prigioniero dagli austriaci e poi decorato con la medaglia d'argento al valor militare. Rimase prigioniero in Austria per tre mesi, rientrando in patria dopo la firma dell'armistizio di Cormons.
Partecipò alle operazioni per la conquista di Roma (1870) agli ordini del generale Nino Bixio, rimanendo di nuovo ferito, e fu poi assegnato in servizio al 73º Reggimento fanteria (1871). Frequentò, dal 31 dicembre 1872 al 1873, la Scuola di guerra dell'esercito di Torino e, promosso maggiore il 20 ottobre 1874, fu assegnato al 26º Reggimento fanteria. Trasferito in servizio nel corpo degli alpini, prestò servizio come comandante nel 4º Battaglione alpini di Torino (1877) e poi nel 6º Battaglione alpini di Ivrea (1878) e il 13 marzo 1879 assunse l'incarico di Ufficiale d'ordinanza del re Umberto I.
Tenente colonnello il 20 novembre 1879, Aiutante di campo onorario del re il 5 marzo 1882, fu promosso colonnello il 10 aprile 1884, assumendo in quella data il comando del 2º Reggimento fanteria. Il 14 luglio 1887 assunse il comando del 6º Reggimento alpini, e, promosso colonnello brigadiere, nel 1891 assunse il comando della Brigata Pavia. Al comando di tale reparto ottenne un diploma di benemerenza per aver contribuito allo spegnimento di un grave incendio.
Promosso maggiore generale il 13 dicembre 1891, fu trasferito al Regio corpo truppe coloniali d'Eritrea nel 1895, poco prima dello scoppio della guerra di Abissinia. Tra il 16 aprile e il 28 agosto 1896 svolse l'incarico di vice-governatore d'Eritrea, amministrando la colonia mentre il governatore Oreste Baratieri dirigeva le operazioni belliche contro l'impero etiope. Dopo la gravissima sconfitta di Adua organizzò rapidamente la difesa di Massaua e dell'Asmara, tanto che la piazzaforte di Massaua fu giudicata in grado di resistere ad ogni attacco. Diresse le operazioni di riorganizzazione dei reparti militari fino all'arrivo del nuovo governatore Antonio Baldissera.
Rientrato in Italia, venne elevato al rango di tenente generale l'11 agosto 1897. In quell'anno assunse il comando della Divisione territoriale militare di Chieti, passando nel 1899 a quella di Padova (10ª), compiendo in tale periodo, su incarico del capo di stato maggiore dell'esercito Tancredi Saletta, importanti studi della frontiera orientale che furono prezioso sussidio durante la Grande guerra. Comandante dell'XI Corpo d'armata di Bari nel 1902, dopo la morte del generale Nicola Heusch, si distinse nelle operazioni di soccorso alle popolazioni colpite dal primo terremoto calabro (novembre-dicembre 1905) ed a quelle colpite dalle alluvioni che devastarono Bari (23 febbraio-3 marzo 1905), ricevendo speciali encomi. Tra il 1906 e il 1908 fu comandante dell'VIII Corpo d'armata di Firenze, sostituendo il generale Baldissera messo a riposo. Collocato in posizione ausiliaria il 5 gennaio 1908, fu nominato Senatore del Regno d'Italia il 3 giugno dello stesso anno. 
Dopo l'entrata in guerra del Regno d'Italia, avvenuta il 24 maggio 1915, data l'età avanzata non ricoprì alcun incarico operativo al fronte, ma fu ugualmente richiamato in servizio, assumendo il comando del Corpo d'armata territoriale di Napoli, che mantenne sino all'esito negativo della battaglia di Caporetto. Ricoprì numerosi incarichi civili, tra cui quelli di presidente del Consiglio di amministrazione della Banca di Firenze, dell'Associazione per il movimento dei Forestieri, di vicepresidente del Museo Storico del Risorgimento di Firenze, ecc.
Sposato con la signora Emma Magri, dalla quale ebbe un figlio, Gian Lamberto, si spense a Firenze il 28 febbraio 1924. Presenziarono ai solenni funerali i generali Luigi Cadorna, Guglielmo Pecori Giraldi, e Maurizio Ferrante Gonzaga.

## Pubblicazioni
- Battaglia di Adua. 1º marzo 1896. Relazione del Comando delle Regie Truppe Coloniali a S.E. il Ministro della Guerra,  Enrico Voghera, Roma, 1896. 8°, pp. 36. 5 carte geografiche piegate f.t.[7]

### Annotazioni
1. ↑  Fu nominato cittadino onorario sia di Bari che di Squillace, in Calabria.
2. ↑  Nel 1906 fu incaricato di accompagnare re Giorgio I di Grecia durante la sua visita in Italia e strinse una solida amicizia con il sovrano ellenico che durò fino alla morte di quest'ultimo.
3. ↑  Insieme al generale Gaetano Gobbo, anche lui un vecchio alpino.

### Fonti
1. 1 2 3 4 5 6 7 8 9 10 11 12 13 14  Senato del Regno.
2. 1 2 3 4 5  Senato del Regno.
3. 1 2 3 4  L'Alpino n.5, del 5 marzo 1924, p. 1.
4. 1 2 3 4 5 6 7 8 9  L'Alpino n.5, del 5 marzo 1924, p. 2.
5. ↑   Calendario generale del Regno d'Italia, 1900,  p. 1052. URL consultato il 12 marzo 2021.
6. ↑  Gazzetta Ufficiale del Regno d'Italia  n.94 del 23 aprile 1926.
7. ↑  Estratto da Rivista Militare Italiana, Roma, Anno XLI, 1896, pp. 1083-1114.